# Symfonie nr. 4 (Schnittke)
Alfred Schnittke componeerde zijn symfonie nr. 4 grotendeels in 1983 en 1984.
Schnittke bevond zich op een overgangsperiode in zijn leven. Religie was altijd een moeilijk punt binnen de Sovjet-Unie; het werd eigenlijk niet toegestaan, maar werd wel gedoogd. In de jaren 1980-1989 kwam er enige beweging in de beleving van religie en dat zou zijn uitwerking op Schnittke niet gemist hebben. Deze symfonie staat in het teken van het christelijke geloof. Schnitkke had moeite te kiezen tussen de diverse stromingen binnen het christendom. De belangrijkste (voor hem) waren het katholicisme, de Russisch-orthodoxe Kerk en het lutheranisme. Schnittke vond daarbij zelf dat het programma van deze symfonie niet al te zeer benadrukt moest worden; men kon ook gewoon naar de muziek luisteren. De eerste uitvoering van het werk vond plaats in Moskou op 12 april 1984 door het Moskous Filharmonisch Symfonie Orkest onder leiding van Dmitri Kitayenko.

## Muziek
Het werk bestaat uit een eendelige symfonie, die vaak voor de oriëntatie van de luisteraar verdeeld wordt in zeven secties. Men hoort daarbij geen enkele overgang, behalve als het Vivo start; het geeft het werk kortstondig een nieuwe impuls.

### Secties
1. Begin (9 minuten²)
2. Cadens (4:30)
3. Moderato (4:30)
4. Molto pesante, moderato (11:30)
5. Vivo (1:15)
6. Moderato, Andante poco pesante (5:00)
7. Coro (5:00)

- ²de tijden worden weergeven voor de onderlinge tijdsverhoudingen.

De symfonie begint met een fuga-achtige constructie waarbij piano, klavecimbel en celesta om elkaar heen cirkelen. De piano komt daarbij het sterkst over, maar het geheel speelt zich voornamelijk af binnen de dynamiek piano. De piano heeft sowieso een belangrijke stem in de gehele symfonie; ze treedt daarbij op als solist (bijvoorbeeld in de cadens), medespeler (bijvoorbeeld beginspel) of als ondersteuning (sectie 6). De symfonie zou aangeduid kunnen worden als koorsymfonie, ware het niet dat het koor nauwelijks aan zingen toekomt. Pas in het Coro zingt het koor. Ook de solisten komen niet of nauwelijks in het stuk voor; zij zingen slechts in twee secties en dan nog zonder tekst.
De muziek is voor Schnittkes doen mystiek en mysterieus. Het polystilisme, waar hij bekend is geworden, is hier niet aanwezig, maar kan vertaald worden aan de diversiteit aan polyfonisme. De diverse geloven, die eerder genoemd zijn, worden weergegeven door een majeur vierklank (Katholicisme); een mineur vierklank (Russisch-orthodox) en een bouwsel van twee drieklanken (Lutheranisme). Dit heeft tot gevolg dat alle twaalf tonen binnen het twaalftoonstelsel gebruikt worden; Schnittke was echter niet van het serialisme waarbij die tonen even vaak moeten voorkomen. In aanvulling van de drie structuren is er dan nog de onderliggende basis, die gevormd wordt door microtonen; dit laatste staat voor het Oude Testament, dat het bindmiddel vormt tussen de drie genoemde varianten van het christendom.
De structuur en de zeer ijle orkestratie geeft het werk een intieme, mystieke en mysterieuze sfeer. Dat wordt versterkt door het gebruikte percussie; tamtam en gong komen veelvuldig aan bod. Zij geven (mits bedoeld zachte klanken). De akkoordenstructuur zorgt ervoor dat het werk bol staat van de dissonanten of klanken die dissonant zouden moeten zijn, maar toevallig bij elkaar passen en daardoor een consonant vormen. Door het trage tempo en de gedragenheid van de muziek (pesante) krijgt het werk haar piëteit, maar ook hier speelt de instrumentatie mee. Slechts op enkele momenten (rond de 21ste en 29ste minuut) speelt het ensemble op volle sterkte, en het vivo geeft ook een kleine opleving. Voor de rest is het vooral berusting, daarin wordt de symfonie geholpen door het laten klinken van buisklokken. De symfonie lijkt uiteindelijk weg te sterven naar een uiterst pianissisimo, maar de laatste drie noten zijn weer voor de starters, piano, klavecimbel en celesta.

### Orkestratie
Het is geschreven voor solisten, koor en kamerorkest:
- twee solisten, waarbij gekozen kan worden tussen sopraan, alt, countertenor en tenor
- gemengd koor
- 1 dwarsfluit ook altdwarsfluit, 1 hobo, 1 klarinet, 1 fagot
- 1 hoorn, 1 trompet, 1 trombone, geen tuba
- 4 man / vrouw percussie, die onder meer glockenspiel, vibrafoon, gong en tamtam bespelen, celesta, klavecimbel en (solo)-piano
- 1 eerste viool, 1 tweede viool, 1 altviool, 1 cello en 1 contrabas (of een meervoud daarvan

### Tekst koor
- Ave Maria, gratia plena,
- Dominus tecum
- Benedictus tu in mulieribus

## Discografie
- Uitgave BIS Records: Stefan Parkman (tenor), Mikael Bellini (counter tenor), koor van de universiteit van Uppsala, Stockholm Sinfonietta o.l.v. Okko Kamu
- Uitgave Chandos: Russisch Staats Symfonieorkest etc. o.l.v. Valeri Polyanski
- Uitgave Melodya: Het Orkest van het Ministerie van Cultuur etc. o.l.v. Gennadi Rozdestvenski

## Bron
- de BIS compact disc
- Sikorski Verlag voor orkestratie
- A Schnittke Reader voor datum eerste uitvoering
- Schnittke.de
- Onno van Rijen; opusnummers¹
- ¹De werken van Schnittke worden meestentijds aangeduid zonder opusnummer.